# Bruno Foresti
Bruno Foresti (Tavernola Bergamasca, 6 maggio 1923 – Gavardo, 26 luglio 2022) è stato un arcivescovo cattolico italiano.

## Biografia
Nacque a Tavernola Bergamasca, in provincia e diocesi di Bergamo, il 6 maggio 1923.

### Formazione e ministero sacerdotale
Nel 1934, ad undici anni, entrò nel seminario di Clusone.
Il 7 aprile 1946 fu ordinato presbitero, durante la festa della Sacra Spina a San Giovanni Bianco, dal vescovo Adriano Bernareggi (poi arcivescovo).
Dopo l'ordinazione, dal 1946 al 1951, fu vicerettore del seminario di Clusone, mentre dal 1951 al 1967 fu superiore dello stesso seminario. Nel 1967 diventò parroco di San Pellegrino Terme e mantenne l'incarico fino alla nomina episcopale.

### Ministero episcopale
Il 12 dicembre 1974 papa Paolo VI lo nominò vescovo ausiliare di Modena e Nonantola e titolare di Plestia. Il 12 gennaio 1975 ricevette l'ordinazione episcopale, nella cattedrale di Bergamo, dall'arcivescovo Clemente Gaddi, vescovo di Bergamo, co-consacranti l'arcivescovo di Modena e Nonantola Giuseppe Amici e il vescovo di Brescia Luigi Morstabilini.
Il 2 aprile 1976 papa Paolo VI lo nominò arcivescovo metropolita di Modena e abate di Nonantola; succedette a Giuseppe Amici, precedentemente dimessosi per raggiunti limiti di età.
Il 7 aprile 1983 papa Giovanni Paolo II lo trasferì come vescovo di Brescia, lasciandogli ad personam il titolo di arcivescovo; succedette a Luigi Morstabilini, dimessosi per raggiunti limiti di età. Il 15 giugno successivo prese possesso della diocesi per procura, mentre il 18 giugno fece il suo ingresso in diocesi.
Il 19 dicembre 1998 lo stesso pontefice accolse la sua rinuncia, presentata per raggiunti limiti di età, al governo pastorale della diocesi di Brescia; gli succedette Giulio Sanguineti, fino ad allora vescovo della Spezia-Sarzana-Brugnato. L'11 gennaio 1999 si congedò dalla diocesi e dal giorno seguente risiedette a Predore.
Il 10 aprile 2010 l'ufficio oratori della diocesi di Brescia dedicò al suo episcopato la casa di formazione Bruno Foresti: alla cerimonia furono presenti lui stesso e il vescovo Luciano Monari. A memoria fu collocato nella struttura il suo ritratto, opera di 3x2 m dell'artista Piero Agnetti voluta dal Centro Oratori Bresciani.
Nel 2021 si ritirò a Gavardo, presso la casa di riposo "Cenacolo Elisa Baldo", dove morì il 26 luglio 2022, all'età di 99 anni. Dopo le esequie, celebrate il 28 luglio dall'arcivescovo metropolita di Milano Mario Delpini nella cattedrale di Santa Maria Assunta a Brescia, fu sepolto temporaneamente nel cimitero di Tavernola Bergamasca. Il 6 maggio 2023, giorno in cui avrebbe compiuto 100 anni, la sua salma fu tumulata definitivamente nella cattedrale di Brescia.

## Genealogia episcopale e successione apostolica
La genealogia episcopale è:
- Cardinale Scipione Rebiba
- Cardinale Giulio Antonio Santori
- Cardinale Girolamo Bernerio, O.P.
- Vescovo Claudio Rangoni
- Arcivescovo Wawrzyniec Gembicki
- Arcivescovo Jan Wężyk
- Vescovo Piotr Gembicki
- Vescovo Jan Gembicki
- Vescovo Bonawentura Madaliński
- Vescovo Jan Małachowski
- Arcivescovo Stanisław Szembek
- Vescovo Felicjan Konstanty Szaniawski
- Vescovo Andrzej Stanisław Załuski
- Arcivescovo Adam Ignacy Komorowski
- Arcivescovo Władysław Aleksander Łubieński
- Vescovo Andrzej Stanisław Młodziejowski
- Arcivescovo Kasper Kazimierz Cieciszowski
- Vescovo Franciszek Borgiasz Mackiewicz
- Vescovo Michał Piwnicki
- Arcivescovo Ignacy Ludwik Pawłowski
- Arcivescovo Kazimierz Roch Dmochowski
- Arcivescovo Wacław Żyliński
- Vescovo Aleksander Kazimierz Bereśniewicz
- Arcivescovo Szymon Marcin Kozłowski
- Vescovo Mečislovas Leonardas Paliulionis
- Arcivescovo Bolesław Hieronim Kłopotowski
- Arcivescovo Jerzy Józef Elizeusz Szembek
- Vescovo Stanisław Kazimierz Zdzitowiecki
- Cardinale Aleksander Kakowski
- Papa Pio XI
- Cardinale Alfredo Ildefonso Schuster, O.S.B.
- Arcivescovo Giacinto Tredici, O.SS.C.A.
- Vescovo Felice Bonomini
- Arcivescovo Clemente Gaddi
- Arcivescovo Bruno Foresti

La successione apostolica è:
- Arcivescovo Giuseppe Germano Bernardini, O.F.M.Cap. (1983)
- Vescovo Vigilio Mario Olmi (1986)
- Vescovo Giacomo Capuzzi (1989)
- Vescovo Giovanni Zerbini, S.D.B. (1995)
- Arcivescovo Benito Gennaro Franceschetti (1997)

## Araldica
Blasonatura dello stemma: Di cielo, al mare rialzato, attraverso in punta una barca a remi posta in banda, con una rete gettata a ventaglio e movente dalla punta, diretta verso la grotta di un promontorio terroso movente dal fianco destro dello scudo, il tutto al naturale ed accompagnato nel cantone sinistro del capo da una stella di sei raggi d'oro.